# Rania (groupe)
 (juin 2021).
- Si vous ne connaissez pas le sujet, laissez ce bandeau (vous pouvez alors contacter les auteurs).
- Si vous supprimez le contenu mis en cause (vous pouvez préalablement contacter les auteurs),

argumentez précisément cette suppression dans la page de discussion
(un manque de référence n'est pas un argument ; une recherche réelle de référence doit avoir été effectuée, être formellement documentée).
 (juin 2021).
Si vous disposez d'ouvrages ou d'articles de référence ou si vous connaissez des sites web de qualité traitant du thème abordé ici, merci de compléter l'article en donnant les références utiles à sa vérifiabilité et en les liant à la section « Notes et références ».
Rania (coréen: 라니아, stylisé RaNia ou RANIA, une abréviation de Regeneration Idol of Asia) est un ancien girl group sud-coréen formé par DR Music, elles ont débuté avec leur premier single Dr. Feel Good le 6 avril 2011. Il est, initialement, composé de huit membres, puis quatre jusqu'à la dissolution du groupe.  

## Carrière

### 2011: début du groupe, controverse avec "Dr Feel Good" et départ de Yijo
RaNia a fait ses débuts le 6 avril 2011 en tant que groupe de huit membres composé de Saem, Jooyi, Riko, Joy, Yijo, Di, T-ae et Xia. Après la sortie de l'album, Yijo a révélé qu'elle avait quitté le groupe. Elle n'a pas assisté aux premières représentations en raison de problèmes avec un visa de travail. Le 6 avril, RaNia a joué sur la Banque de Musique de KBS , avec l'EP Teddy Riley, la Première Expansion en Asie et sa chanson titre "Dr Feel Good", composée par Teddy Riley . Le clip vidéo et les performances en direct ont été controversés en Corée du Sud car certains téléspectateurs ont estimé que l'image du groupe était trop provocante. En conséquence, RaNia a été forcée de changer sa chorégraphie et d'apporter des changements mineurs aux tenues. Après la promotion de "Dr Feel Good", le groupe est revenu en juin avec son single numérique "Masquerade", également composé par Riley. Malgré avoir planifié un début américain, le groupe n'a fait aucun progrès. Peu de temps après, Riley a annoncé qu'il n'aurait plus rien à voir avec le groupe après s'être brouillé avec leur maison de disques. Le groupe a sorti son deuxième "Time to Rock da Show", le 16 novembre 2011. 

### Départ de Joy
Le clip de sa chanson titre, "Pop Pop Pop", écrit par Brave Brothers, a été révélé quatre jours plus tard. Le 30 mai 2012, RaNia a exécuté une nouvelle chanson nommée "Killer" au Concert de Rêve. En juin 2012, Joy a annoncé qu'elle avait quitté le groupe, mais DR Music a affirmé qu'elle était en pause parce que la maison de ses parents en Thaïlande avait été touchée par l'inondation qui s'est produite au moment de la libération.
RaNia a ensuite fait un retour le 16 septembre 2012 avec le deuxième single numérique "Style", dont la vidéo musicale a été révélée le 20 septembre 2012.

### Début en Amérique et absence de Riko
RaNia a sorti le premier single "Just Go" le 8 mars 2013, avec leur premier album complet, également intitulé Just Go (Goodbye's the New Hello). Riko n'a pas participé à cette version. Ils ont également annoncé qu'ils feraient leurs débuts en Amérique à l'été 2013. Empire Records devait gérer la distribution des filles tandis que Fireworks devait gérer leur gestion américaine. On s'attendait à ce que Larry Rudolph et Adam Leber, deux des directeurs de Britney Spears, soient les directeurs de RaNia tout au long de leurs promotions américaines. À partir du 21 mai, RaNia a commencé à filmer pour leur émission de télé-réalité MTV Road to Fame à Los Angeles et d'autres villes à travers les États-Unis. L'émission présenterait les préparatifs du groupe pour ses débuts aux États-Unis et serait diffusée pendant trois mois. Il a également été révélé que l'album comporterait des collaborations avec Snoop Dogg et 2 Chainz. Cependant, le début américain de RaNia a été retardé de nouveau en juin. Entre-temps, le groupe a filmé un film commercial pour Woongjin Waterpark Play et a sorti un single numérique spécial intitulé "Up" pour les fans le 5 juillet; Riko était de nouveau absent.
En mai 2014, le groupe a signé avec le label espagnol INGENIOmedia et a confirmé qu'il reviendrait en juillet avec « Acceleration », avec une deuxième série de promotions en septembre. L'étiquette a également confirmé qu'ils cherchaient un sixième membre pour remplacer Riko, qui avait été absent du groupe depuis « Just Go ». À la suite d'un incident où un membre du personnel d'INGENIOmedia a divulgué la piste de retour de RaNia à un fan sasaeng, la société a rompu les liens avec le groupe, déclarant qu'ils «prenaient trop de temps». INGENIOMedia a publié plus tard une déclaration disant qu'elle ne cherchait pas un membre pour remplacer Riko, s'excusant pour toute confusion.

### Départ de Saem et Riko
À la fin de 2014, l'agence a publié une déclaration sur le départ de Saem; les fans ont remarqué qu'elle n'avait pas participé à toutes les activités et tournées, et ont également désactivé tous ses comptes de médias sociaux, ce qui a déclenché des rumeurs selon lesquelles elle avait quitté le groupe. L'agence a nié la déclaration, puis le même jour, elle a annoncé le départ de Riko pour se concentrer sur ses études universitaires, après son départ, il a également été annoncé que Sharon serait ajoutée au groupe.

### Départ de Sharon et Jooyi, arrivée de Seulji, Ttabo, Hyeme et Alexandra Reid
En janvier 2015, les fans ont remarqué que Jooyi n'avait fait aucune apparition publique avec le groupe, ce à quoi DR Music a répondu qu'elle était en pause. Peu de temps après, Sharon a annoncé qu'elle avait quitté le groupe pour se concentrer sur sa carrière de mannequin.
En juillet, le groupe fait une apparition avec deux nouveaux membres, Seulji et Hyeme. En octobre, ils ont été annoncés pour faire un retour en tant que groupe de six membres le 6 novembre 2015 avec leur troisième EP Demonstrate. Le 3 novembre 2015, Seulji et Hyeme ont été officiellement révélés comme nouveaux membres et il a été annoncé que Demonstrate mettrait en vedette la rappeuse afro-américain Alexandra Reid, qui est la première femme noire dans l'industrie de la K-pop. Le 4 novembre 2015, DR Music a confirmé que Reid se joindrait au groupe et a confirmé le départ de Jooyi.
Le 26 mai 2016, il a été révélé que les trois derniers membres du groupe ont choisi de ne pas renouveler leurs contrats et ont quitté le groupe pour un nouveau label.
Le 26 juin 2016, RaNia s'est produite lors d'un événement chinois avec trois stagiaires de DR Music. Le 15 août 2016, Alex a annoncé qu'elle était la nouvelle dirigeante du groupe. Le 25 octobre 2016, ils se sont produits avec deux stagiaires de DR Music au Festival international du film ICARUS Drone de Séoul 2016. Deux jours plus tard, DR Music a déclaré qu'il choisirait de nouveaux membres de RaNia parmi les sept stagiaires de DR Music. Le 24 décembre 2016, un teaser d'image pour Hyeme et le nouveau membre Jieun a été révélé. Le 25 décembre 2016, les images teaser de Zi.U et un nouveau membre Yumin ont été révélées. Le 26 décembre 2016, DR Music a révélé des images de teaser pour Alex et la nouvelle membre chinoise Ttabo. Il a été rapporté que l'ancienne membre Saem a rejoint le groupe deux ans après son départ à la fin de 2014 et a changé son nom de scène en Yina. Le 27 décembre 2016, DR Music a révélé la dernière image de teaser pour Saem, confirmant qu'elle avait rejoint le groupe. Le single "Start a Fire" est sorti le 30 décembre 2016.
Le 10 février 2017, DR Music a annoncé que RaNia commencerait les promotions pour sa deuxième chanson "Make Me Ah" du Start a Fire EP, le 14 février.

### 2019-2020: Dissolution de RaNia et création de Blackswan
Le girl group sud-coréen RaNia se rebaptise sous le nom de Blackswan en 2020, composé de Youngheun, Larissa, Hyeme et deux nouvelles membres: Judy et Fatou.

## Membres

### Anciens membres
| Nom de scène               | Nom de scène | Nom de naissance  | Nom de naissance | Date de naissance | Nationalité        | Position                                                       | Date de départ  |
| Romanisé                   | Coréen       | Romanisé          | Cor./Chin./Thaï. | Date de naissance | Nationalité        | Position                                                       | Date de départ  |
| -------------------------- | ------------ | ----------------- | ---------------- | ----------------- | ------------------ | -------------------------------------------------------------- | --------------- |
| Yina                       | 이나         | Hwang Se Mi       | 황세미           | 4 mai 1987        | Sud-coréenne       | Leader, danseuse principale, chanteuse, Unnie                  | 8 juin 2017     |
| Yijo                       | 이조         | Chang Yi Jiao     | 常益娇           | 16 juin 1987      | Chinoise           | Chanteuse, danseuse                                            | 30 avril 2011   |
| Alex                       | 알렉스       | Alexandra Reid    | 알렉산드라 리드  | 5 mars 1989       | Afro-americaine    | Leader, rappeuse principale                                    | 19 août 2017    |
| Riko                       | 리코         | Kim Jooyeon       | 김주연           | 10 mars 1989      | Sud-coréenne       | Leader, chanteuse principale                                   | 8 mars 2013     |
| Jooyi                      | 주이         | Yoo Jooyi         | 유주이           | 20 août 1989      | Sud-coréenne       | Leader, chanteuse principale, rappeuse principale              | 15 janvier 2015 |
| Joy                        | 기쁨         | Jutamas Wichai    | จุฑามาศ วิชัย       | 27 juillet 1990   | Thaïlandaise       | Danseuse principale, chanteuse, visuel                         | 12 juin 2012    |
| Di                         | 디           | Kim Darae         | 킴 다레          | 18 octobre 1991   | Sud-coréenne       | Leader, rappeuse principale, danseuse principale, chanteuse    | 26 mai 2016     |
| Sharon                     | 샤론         | Park Sharon       | 박샤론           | 29 novembre 1992  | Sud-coréenne       | Chanteuse                                                      | 1er avril 2015  |
| T-ae                       | 태           | Lee Seulmi        | 이설미           | 24 septembre 1993 | Sud-coréenne       | Chanteuse principale, danseuse principale                      | 26 mai 2016     |
| Jieun                      | 지은         | Kang Ji Eun       | 강지은           | 17 octobre 1993   | Sud-coréenne       | Leader, danseuse principale, chanteuse principale              | 28 août 2019    |
| Xia                        | 시아         | Jang Jinyoung     | 장진영           | 15 novembre 1993  | Sud-coréenne       | Chanteuse principale, danseuse principale                      | 26 mai 2016     |
| Yumin                      | 유민         | Kim Yoo Min       | 김유민           | 22 avril 1994     | Sud-coréenne       | Chanteuse secondaire                                           | 30 mai 2018     |
| Youngheun                  | 영흔         | Go Youngheun      | 고영흔           | 20 novembre 1994  | Sud-coréenne       | Leader, chanteuse principale,danseuse principale               | 16 octobre 2020 |
| Zi.U (anciennement Seulji) | 지유         | Kim Seul Ji       | 김슬지           | 24 février 1995   | Sud-coréenne       | Chanteuse principale, danseuse principale                      | 19 mars 2019    |
| Ttabo                      | 따보         | Fu Ying Nan       | 付英男           | 8 juin 1995       | Chinoise           | Rappeuse principale, danseuse principale, chanteuse secondaire | 7 novembre 2018 |
| Hyeme                      | 혜미         | Kim Hyemi         | 김혜미           | 22 décembre 1995  | Sud-coréenne       | Chanteuse principale                                           | 16 octobre 2020 |
| Seonghyun                  | 성현         | Lee Seonghyun     | 이성현           | 10 octobre 1996   | Sud-coréenne       | Danseuse principale,chanteuse                                  | 16 octobre 2020 |
| Larissa                    | 라리사       | Ayumi Sakata      | 坂田あゆみ       | 4 mai 2001        | Nippo/ Brésilienne | Chanteuse, rappeuse, visuel                                    | 16 octobre 2020 |
| Namfon                     | 남폰         | Korapat Bisechuri | โครพัฒน์ บิเซดูรี     | 25 juin 2001      | Thaïlandaise       | Chanteuse secondaire, Maknae                                   | janvier 2020    |

## Discographie

### Album studio
| Titres                            | Détails de l’album                                                                        | Positions de diagramme de crête | Ventes       |
| Titres                            | Détails de l’album                                                                        | KOR                             | Ventes       |
| Rania                             | Rania                                                                                     | Rania                           | Rania        |
| --------------------------------- | ----------------------------------------------------------------------------------------- | ------------------------------- | ------------ |
| Just Go (Goodbye's the New Hello) | - Released: 8 March 2013 - Label: DR Music, Yedang Company - Format: CD, digital download | 9                               | - KOR: 2,582 |

### Extended plays
| Title                                                                        | Album details | Peak chart positions |       |       |       |
| Title                                                                        | Album details | KOR                  |       |       |       |
| Rania                                                                        | Rania | Rania                | Rania | Rania | Rania |
| ---------------------------------------------------------------------------- | --- | -------------------- | ----- | ----- | ----- |
| Teddy Riley, the First Expansion In Asia                                     | - Released: 6 April 2011 - Label: DR Music, Yedang Company - Format: Digital download                            | NC                   |       |       |       |
| Time to Rock da Show                                                         | - Released: 17 November 2011 - Label: DR Music, Yedang Company - Format: Digital download                        | NC                   |       |       |       |
| Demonstrate (EP)\|Demonstrate                                                | - Released: 5 November 2015 - Label: DR Music, Danal Entertainment - Format: CD, digital download                | —                    |       |       |       |
| BP Rania                                                                     | |                      |       |       |       |
| Start a Fire (BP Rania EP)\|Start a Fire                                     | - Released: 30 December 2016 - Label: DR Music, Danal Entertainment, INGENIOmedia - Format: CD, digital download | —                    |       |       |       |
| Refresh 7th                                                                  | - Released: 12 August 2017 - Label: DR Music, Danal Entertainment - Format: Digital download                     | NC                   |       |       |       |
| "—" denotes releases that did not chart or were not released in that region. | |                      |       |       |       |

### Singles
| Title                      | Year  | Peak chart positions | Peak chart positions | Sales          | Album                                    |
| Title                      | Year  | KOR                  | KOR Hot              | Sales          | Album                                    |
| Rania                      | Rania | Rania                | Rania                | Rania          | Rania                                    |
| -------------------------- | ----- | -------------------- | -------------------- | -------------- | ---------------------------------------- |
| Dr. Feel Good (닥터 필 굿) | 2011  | 99                   | —                    | - KOR: 119,828 | Teddy Riley, the First Expansion In Asia |
| Masquerade (가면무도회)    | 2011  | 192                  | —                    | NC             | Teddy Riley, the First Expansion In Asia |
| Pop Pop Pop                | 2011  | 66                   | —                    | - KOR: 223,084 | Time to Rock da Show                     |
| Style                      | 2012  | 40                   | 47                   | - KOR: 267,400 | Just Go (Goodbye's the New Hello)        |
| Just Go                    | 2013  | 26                   | 34                   | - KOR: 118,728 | Just Go (Goodbye's the New Hello)        |
| Up                         | 2013  | —                    | —                    | NC             | Demonstrate                              |
| Demonstrate                | 2015  | —                    | —                    | NC             | Demonstrate                              |
| BP Rania                   |       |                      |                      |                |                                          |
| Start a Fire               | 2016  | —                    | —                    | NC             | Start a Fire                             |
| Make Me Ah                 | 2017  | —                    | —                    | NC             | Start a Fire                             |
| Beep Beep Beep             | 2017  | —                    | —                    | NC             | Refresh 7th                              |
| Breathe Heavy              | 2017  | —                    | —                    | NC             | Refresh 7th                              |